# Mainake

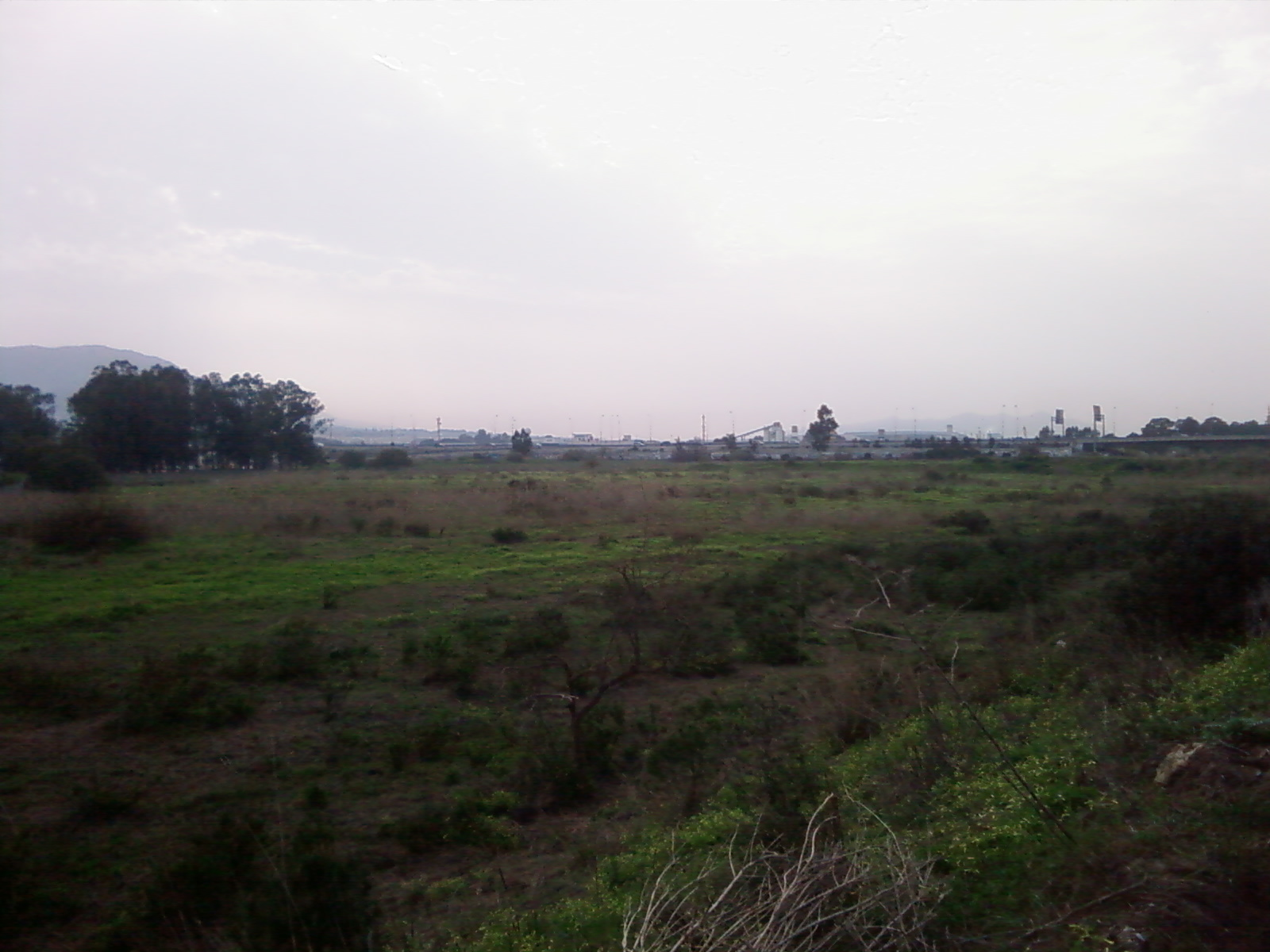
Cerro del Villar, localización sugerida del asentamiento

Mainake o Maynake (en griego antiguo: Μαινάκη, Mainákē) es un topónimo citado por algunos textos clásicos como asentamiento fenicio-griego. Su emplazamiento exacto es aún desconocido, dada la escasez de información.
La que parece ser la noticia más antigua sobre Mainake, posiblemente extraída de un periplo griego arcaico, se encuentra en la Ora Maritima (vv. 426-431) de Rufo Festo Avieno, donde se afirma que la ciudad de Malaka se denominaba anteriormente Mainake, pero sin aludir a ningún componente étnico de la misma. Otros textos clásicos como el llamado Pseudoescimno de Chios (vv. 147-149) señalan que Mainake era una colonia de Massalía (Marsella) situada cerca de las Columnas de Hércules y que constituía la ciudad griega más occidental. Por su parte Estrabón (III, 4,2) recoge también esta noticia, pero atribuye la fundación de Mainake a gentes procedentes de Focea (Jonia, Asia Menor). Estrabón señala también que, en su tiempo, algunos pensaban que Mainake era Malaka (Málaga), opinión que no es compartida por este autor, quien señala que Mainake se encontraba entre las localidades de Malaka y Sexi (Almuñécar), al tiempo que las ruinas de la misma dejaban ver que se trataba de una ciudad griega, mientras que Malaka tenía "planta fenicia". 
Algunos historiadores actuales opinan que Mainake no es sino la transcripción al griego del topónimo Malaka (Málaga), por lo que ambas denominaciones corresponderían a la misma ciudad. Otros investigadores han planteado que Mainake pudo ubicarse en el Cerro del Villar (Málaga) o en los Toscanos (Vélez Málaga). Otra posibilidad que se ha barajado es un emplazamiento en el entorno de Almuñécar.
Por el momento, las investigaciones arqueológicas no han podido confirmar la presencia de una colonia griega en el litoral de Málaga y Granada, que parece dominado totalmente por fundaciones fenicias. Lo que sí ha quedado en evidencia es la importancia que tuvo el comercio griego en toda esta costa, especialmente a lo largo del siglo VII a. C. y en la primera mitad del siglo VI a. C., en un claro paralelismo como lo que ocurre en Huelva. Esta actividad mercantil griega en el extremo Occidente estuvo en manos de agentes jonios, principalmente de Samos y Focea, y debió operar en cooperación con los fenicios que dominaban el litoral meridional de la península ibérica.